# Bijfas
Bujghas (tiếng Ả Rập: بجغاص) là một ngôi làng Syria nằm ở Saraqib Nahiyah ở huyện Idlib, Idlib. Theo Cục Thống kê Trung ương Syria (CBS), Bijfas có dân số 513 người trong cuộc điều tra dân số năm 2004.
Độ cao địa hình ước tính trên mức nước biển là 344 mét. Các hình thức đánh vần cho Bujghāş hoặc trong các ngôn ngữ khác: Borj Khass, Borj el Hâs, Bojrhâs, Bujghāş (ar), Bojrhas, Bojrhâs, Borj Khass, Borj el Has, Borj el 